# Magnificat (magazine)
Pour les articles homonymes, voir Magnificat (homonymie).
Magnificat est une revue mensuelle française catholique publiant les textes de la messe du jour, ainsi que des extraits de la liturgie des heures.
Démarrée en France en 1992, la publication se fait aux États-Unis depuis 1998, et en Espagne et Mexique depuis 2003.

## Histoire
La publication démarre en France en 1992, l'édition française est aujourd'hui disponible en France, Belgique, Suisse et Canada. 
Une édition en anglais voit le jour aux États-Unis en 1998,. Cette édition américaine remporte un fort succès, elle est estimée en 2018 être « la première publication catholique des États-Unis ». Organisé par la revue, un grand rassemblement national « Magnificat day » y a lieu tous les cinq ans ; celui de 2018 a eu lieu à New York.
Magnificat fait aussi l'objet d'une édition en espagnol depuis 2003, publiée en Espagne et au Mexique. Une édition pour l'Angleterre paraît depuis 2008.
Une édition destinée aux enfants, sous le titre de « Magnificat Junior » et de « MagnifiKid » est publiée à partir de novembre 2003,.
Cette revue est l'un de celles qui contribuent « de façon notable » à rendre la prière de nombreux catholiques plus proche de la Bible.
Le 6 octobre 2018, les 25 ans de la revue sont célébrés en présence de 3 000 personnes et du cardinal Sean O'Malley au Kings Theatre de Brooklyn.

## Publication
Magnificat est un mensuel. Cette publication contient des textes et prières à destination des fidèles de l'Église catholique.
La diffusion en 2009 est de 150 000 exemplaires vendus en France et 250 000 aux États-Unis. En 2018, il y a 300 000 abonnés aux États-Unis.

## Présentation
La publication se présente sous la forme d'un livret sur papier bible de 10,4 par 15,7 cm, avec une couverture souple et environ 450 pages. La page de couverture présente une reproduction d'une œuvre d'art en lien avec les fêtes religieuses du mois. Le titre de la revue, ainsi que la date et le numéro sont parfois omis de la page de garde.
Pour chaque jour du mois, la revue présente les textes de prières du matin et du soir, et les textes de la messe du jour : les lectures, le psaume, l'Évangile et les prières particulières, ainsi qu'un texte de méditation et souvent une page hagiographique sur un des saints du jour. Un cahier central contient un résumé de l'ensemble des textes nécessaire pour célébrer une messe.
Les textes des prières du matin et du soir sont une version simplifiée et raccourcie des laudes et vêpres de la liturgie des Heures,. Une version simplifiée des complies est également présente en début d'ouvrage.
En plus des prières quotidiennes, la revue présente en début d'ouvrage une série de textes de réflexion et méditation ou de témoignages, ainsi qu'une étude sur une œuvre d'art du mois (en dernières pages).
Magnificat édite aussi un missel annuel, qui paraît pour la première fois en novembre 2020, pour l'année 2021. Il comporte l'ordinaire des messes avec commentaires, les temps liturgiques, les lectures de chaque messe, des méditations des Pères de l'Église et des saints, ainsi que des articles de la rédaction de Aleteia.

## Annexe